# Guido Masanetz
Guido Masanetz (17. května 1914 Frýdek – 5. listopadu 2015 Berlín) byl německý dirigent, skladatel a kapelník, jedna z nejvýznamnějších a nejúspěšnějších hudebních osobností bývalé NDR.

## Život
Guido Masanetz pocházel z hudebně založené rodiny a od svých osmi let byl vyučován ve hře na klavír a hudební teorii. Brzy si ujasnil, že se chce stát koncertním pianistou. Navštěvoval obecnou školu ve Frýdku, poté studoval na gymnáziu v Moravské Ostravě a dále na Městské hudební škole v Šumperku. Vojenskou službu absolvoval u 35. pěšího pluku československé armády v Plzni; během ní pokračoval ve studiu hudební teorie a skladby u Josefa Bartovského.
Těžištěm jeho působení se ale brzy stalo kapelnictví a skladba. V letech 1938–39 působil v Brně jako korepetitor baletu tehdejšího německého Městského divadla (v budově dnešního Mahenova divadla). Zde měla také v roce 1941 premiéru jeho opereta Barbara (opereta). Od roku 1940 pracoval v Protektorátu Čechy a Morava jako koncertní pianista brněnského studia Sender Brünn a jako cenzor. V roce 1941 byl povolán ke 172. pěšímu pluku Wehrmachtu do Budyšína, kde působil převážně jako vojenský hudebník.
Po druhé světové válce a propuštění z válečného zajetí působil v letech 1945–49 jako kapelník Městského divadla v Žitavě a současně vyučoval hudební teorii na Johanneu. Od roku 1951 do roku 1955 byl v Berlíně vrchním hudebním vedoucím Státního souboru lidového umění NDR. V letech 1962–66 byl hudebním dramaturgem nakladatelství Lied der Zeit, poté se stal volně působícím klavíristou, skladatelem a dirigentem. Po tři desetiletí byl dirigentem berlínského divadla Metropol-Theater, kde také provedl premiéry svých vlastních děl.
Masanetz složil množství písní, šlágrů, operet a muzikálů; psal také hudbu k filmům, zejména k pohádkám. Je autorem muzikálu In Frisco ist der Teufel los, který sklízel úspěch řadu let. Z jeho pera pochází mimo jiné známé písně Bunte Lampions (1946 pro Rudi Schurickeho) a Seemann hast du mich vergessen? z r. 1962.
Roku 2005 jej Manfred Stolpe na Polabském festivalu ve Wittenbergu vyznamenal čestným titulem „Musikdirektor“.
Jeho uměleckým krédem vždy bylo „… posílit a vytěžit různorodost harmonické melodie“.
Zemřel 5. listopadu 2015 ve věku 101 let v Berlíně.

## Dílo

### Opery
- Der Wundervogel, 1955
- Sprengstoff für Santa Ines, 1973

### Operety před r. 1949
- Barbara, libreto Erich Elstner, premiéra 7. června 1941, Městské divadlo Brno (napsáno 1939/1941)
- Die Reise nach Budapest, premiéra 28. listopadu 1942, Budyšín
- Die Mandelblüte, premiéra 1948, Budyšín

### Tvorba proHeiteres Musiktheater der DDR
- Eine unmögliche Frau, opereta, libreto Peter Bejach, premiéra 25. září 1954 Rostock
- Wer braucht Geld?, opereta, libreto Otto Schneidereit (první verze In Frisco ist der Teufel los, připravováno pod názvem Hotel Nevada) premiéra 17. listopadu 1956, Metropol-Theater, Berlín
- In Frisco ist der Teufel los, opereta, libreto Otto Schneidereit, premiéra 23. března 1962, Metropol-Theater, Berlín
- Eva und ihr Moralist, opereta, libreto Helmut Baierl, premiéra 9. ledna 1958, Nordhausen
- Der Instrukteur soll heiraten, opereta, libreto Jan Hall, premiéra 7. října 1959, Musikalische Komödie, Lipsko
- Mein schöner Benjamino, muzikál, libreto Jo Schulz, premiéra 11. května 1963, Metropol-Theater, Berlín
- Vasantasena, Nach einem alten indischen Motiv, muzikál, libreto Peter Ensikat, premiéra 8. září 1978, Metropol-Theater Berlín

## Vyznamenání
- 1969: čestné občanství obce Prerow
- 1974: bronzový Vaterländischer Verdienstorden [2]
- 1977: umělecká cena „Berliner Zeitung“
- 1979: umělecká cena NDR
- 1979: národní cena NDR III. třídy za umění a literaturu, za zhudebnění indického díla „Vasantasena“
- 1984: Cena Theodora Körnera
- 1988: čestné členství v GEMA
- 1989: stříbrný Vaterländischer Verdienstorden [3]
- 2005: čestný titul Musikdirektor (MD) na VI. Polabském festivalu Wittenberge
- 2007: Sudetoněmecká kulturní cena za hudbu
- 2008: řádný čestný člen Europäische Kulturwerkstatt e. V. (EKW) Berlin-Wien